# 布爾瓦德 (加利福尼亞州)
布爾瓦德（英語：Boulevard）是位於美國加利福尼亞州聖地牙哥縣的一個人口普查指定地區。

## 地理
布爾瓦德的座標為32°39′50″N 116°17′23″W / 32.66389°N 116.28972°W，而該地最高點為海拔高度1109米（即3638英尺）。

## 人口
根據2010年美國人口普查的數據，布爾瓦德的面積為10.12平方千米，均為陸地。當地共有人口315人，而人口密度為每平方千米31人。